# 羅府新報
羅府新報（日语：らふしんぽ）是位于美國洛杉磯小东京的日英雙語報紙。
该报名称来自于19世纪加州华侨对洛杉矶英文名“Los Angeles”的音译“罗省枝利”或简称“罗省”，洛杉矶日侨也沿用了这一叫法，将洛杉矶简称为“罗府”。
该报由山口正治、涩谷清次郎和饭岛敬一郎在1903年创刊時，仅是一页的油印日语报纸。之後驹井丰策（H. T. Komai）在1922年成为该报出版商，开始了家族王朝。继任者是他的儿子驹井明（Akira Komai）和孙子驹井干男（Michael Komai）。
太平洋战争期間，该报的英文编辑Togo Tanaka在被送到曼赞纳拘留营之前呼吁美国政府允许本報紙繼續發行。
因為美日戰爭的原因，该报於1942年停刊。由于驹井明的远见和员工的忠诚，加之战争期间支付了報社的租金，该报得以在1946年恢复發行。 
在2010年3月，洛杉矶时报报道，羅府新报面臨資金周轉困難，希望社区協助報社度過倒閉的危機。2016年3月，驹井干男发表公开信，表示在过去3年里，报社累计亏损75万美元，2016年预计亏损35万美元；若报社的财政状况不能得到改善，那么羅府新报就将于当年年底宣告停刊。

## 外部連結
- 二战美国日裔往事
- 二战时美国排日情绪 （页面存档备份，存于）